# Wohn- und Geschäftshaus Sidonienstraße 1 (Radebeul)
Das denkmalgeschützte Wohn- und Geschäftshaus Sidonienstraße 1 stand im Ursprungsstadtteil Alt-Radebeul der sächsischen Stadt Radebeul, an der bahnhofsseitigen Ecke zur Hauptstraße. Es wurde 1889/1890 durch die Lößnitz-Baumeister Gebrüder Ziller errichtet. In ihm befand sich das Architekturbüro des ortsansässigen Architekten Carl Käfer. Es wurde im Oktober 2011 abgerissen.

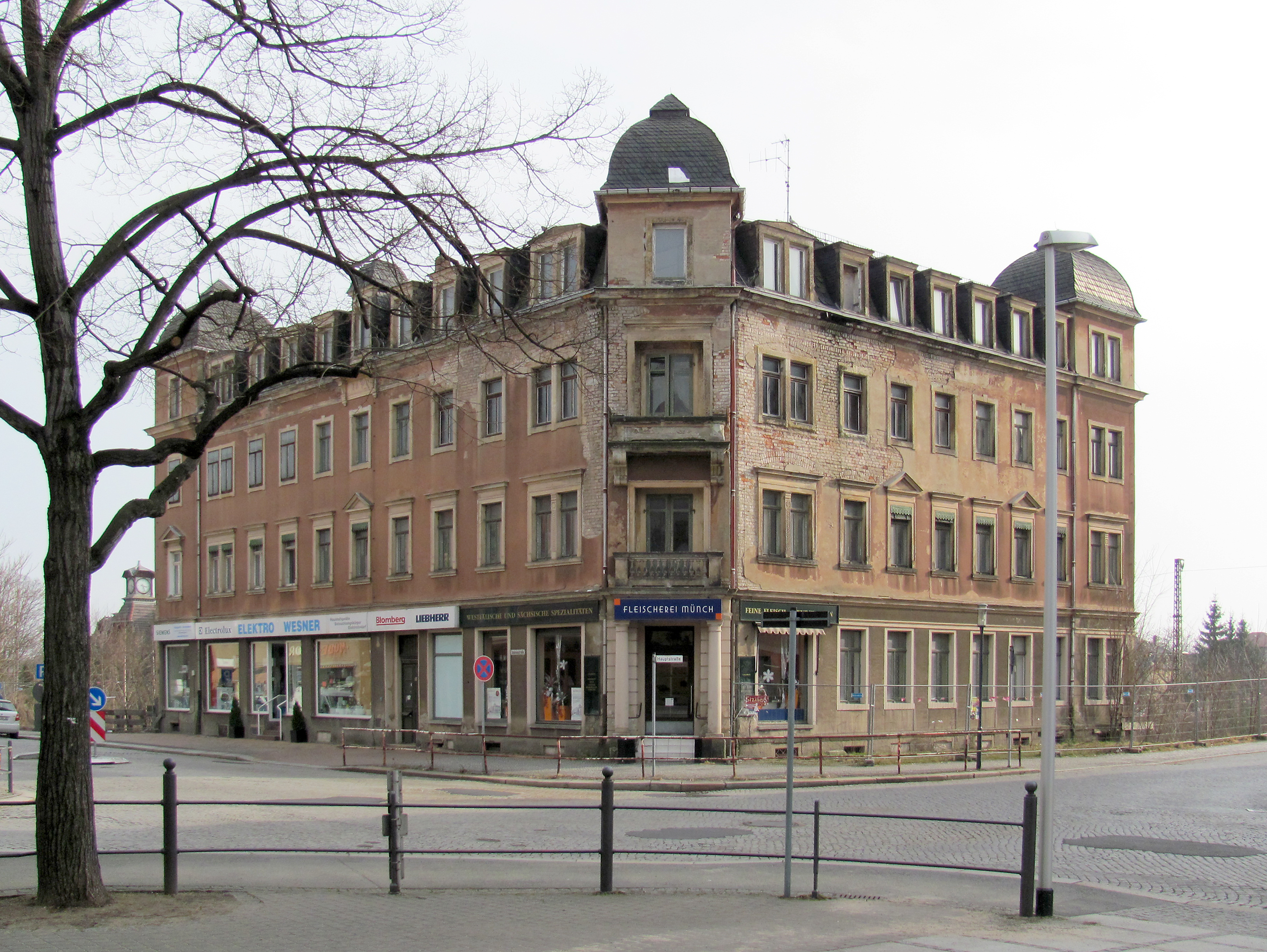
Wohn- und Geschäftshaus Sidonienstraße 1 im März 2011, links im Hintergrund der Uhrenturm des Bahnhofsgebäudes.

Ab 2012 entstand dort ein sehr viel größeres Einkaufs- und Ärztezentrum mit Parkhaus, dessen Gebäudeecke zur Kreuzung hin in historisierender Form den ursprünglichen Zillerbau zitiert.

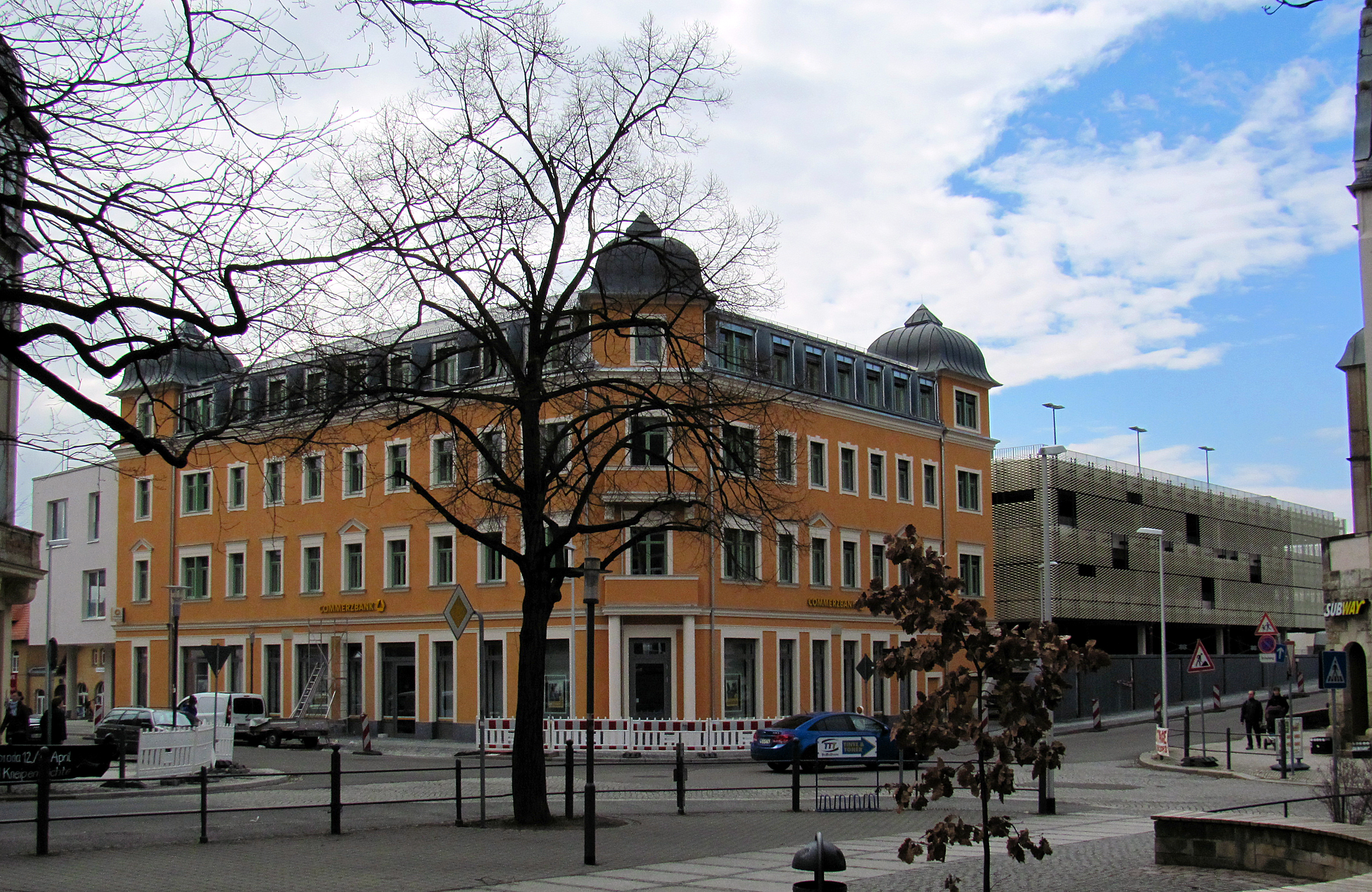
Zitat im April 2013: Eckausbildung des Einkaufs- und Ärztezentrums, rechts der Parkhausteil

## Beschreibung
Das dreigeschossige, bis zum Abbruch unter Denkmalschutz stehende Wohn- und Geschäftshaus stand auf einem Eckgrundstück direkt am Fußweg zu einer Straßenkreuzung. Das eigentlich zu einer geschlossenen städtischen Blockbebauung gehörende Gebäude stand auf beiden Seiten frei. Die Ecke war verbrochen, sie wurde, ebenso wie die Enden der beiden Gebäudeflügel, durch einen viergeschossigen Risalit überhöht. Alle drei Risalite trugen vierseitige Kuppeln, zwischen diesen befand sich ein voll ausgebautes Mansarddach.
Auf der verbrochenen Ecke befanden sich zwei Balkone, von denen der untere durch zwei Säulen getragen wurde. Zwischen diesen Säulen befand sich ein Ladeneingang mit einer kurzen Freitreppe.
Die zwei Straßenfassaden waren jeweils symmetrisch angelegt und verputzt, die Fenster wurden durch Gewände eingefasst. Die mittlere Fensterachse zur Sidonienstraße war als schmaler Risalit betont, sie trug ebenfalls eine, wenn auch kleinere, vierseitige Kuppel. Am dortigen Traufgesims befand sich die Datierung 1890.

## Geschichte
Der Fleischermeister Adolph Herrmann ließ sich 1889/1890 durch die Gebrüder Ziller auf dem dem Radebeuler Bahnhof benachbart liegenden Eckgrundstück zur Hauptstraße ein Wohn- und Geschäftshaus errichten. Sein Laden befand sich in der Mitte des Gebäudes, mit dem Eingang direkt auf der Hausecke. Die Gewerberäume lagen in dem Seitenflügel.
Herrmanns Schwiegersohn, der Radebeuler Architekt Carl Käfer, bezog in dem Gebäude Räume für sein Büro. Von 1890 bis 1899 führte Käfer für seinen Schwiegervater Adolph Herrmann auch das sich zwei Häuser weiter befindliche, direkt neben dem Bahnhof gelegene Bahnhofshotel (Hauptstraße 5). Dieses wurde 1865 für Adolph Herrmann durch Moritz Ziller als Bahnhofs-Restaurantgebäude errichtet und 1888 in ein Hotel umgewandelt. Bis zum Bau des Radebeuler Rathauses diente das Bahnhofshotel auch als Sitzungsort des Radebeuler Gemeinderats. Bis 1944 als Hotel in Betrieb, wurde es nach zahlreichen anderen Funktionen in den folgenden Jahrzehnten wie beispielsweise als sowjetische Ortskommandantur 1994 abgerissen.
In der Sidonienstraße 1 wohnte zwischen 1902 und 1916 der Schriftsteller und Pädagoge Alwin Freudenberg, dann verzog er in die Kirchstraße 2. Zu jener Zeit entstand auch auf der anderen Straßenseite das letzte Gebäude der Funkenburg.
Links vom Fleischer-Eckladen befand sich anfangs eine Poststelle, bis um 1910 in der Verlängerung der Sidonienstraße, über die Hauptstraße hinweg, in der Pestalozzistraße 4 das Mietpostgebäude des Radebeuler Postamts gebaut wurde. In dem Anbau an die Postschalterhalle wurde 1910 ein Kino eingerichtet, das bis in die 1960er Jahre als Filmtheater Union beziehungsweise Lichtspielhaus Union betrieben wurde. In der Folge dienten dessen Räumlichkeiten als Kinder- und Jugendfilmtheater, das wegen seines Publikums und der beschränkten Räumlichkeiten in der ehemaligen Poststelle „Flohkiste“ genannt wurde. Im Jahr 1980 entstand daraus ein Filmclub für Schüler, Studenten und Lehrlinge. Das Programmkino wurde im Dezember 1993 geschlossen und der Anbau an die ehemaligen Postamtsräumlichkeiten im Januar 1994 abgerissen.
In der Kreisdenkmalliste von 1979 war das Wohn- und Geschäftshaus Bestandteil der denkmalgeschützten Straßenkreuzung Ernst-Thälmann-Straße/Pestalozzistraße, zusammen mit den drei anderen Eckgebäuden (Ernst-Thälmann-Straße 8, 9 und der Schillerschule).
Von 2011 bis 2013 wurde auf dem Bahnhofsareal zwischen Bahnhof und Kreuzung ein Lebensmittelmarkt mit Ärztehaus, Wohnungen und Parkhaus errichtet. Dazu wurde das originalerhaltene, im Jahr 2011 jedoch heruntergekommene, ehemalige Baudenkmal im Oktober 2011 abgerissen und als Vorhangfassade des Eckteils des Einkaufs- und Ärztezentrums „in historisierender Form in der äußeren Hülle wieder auf[ge]bau[t]“.

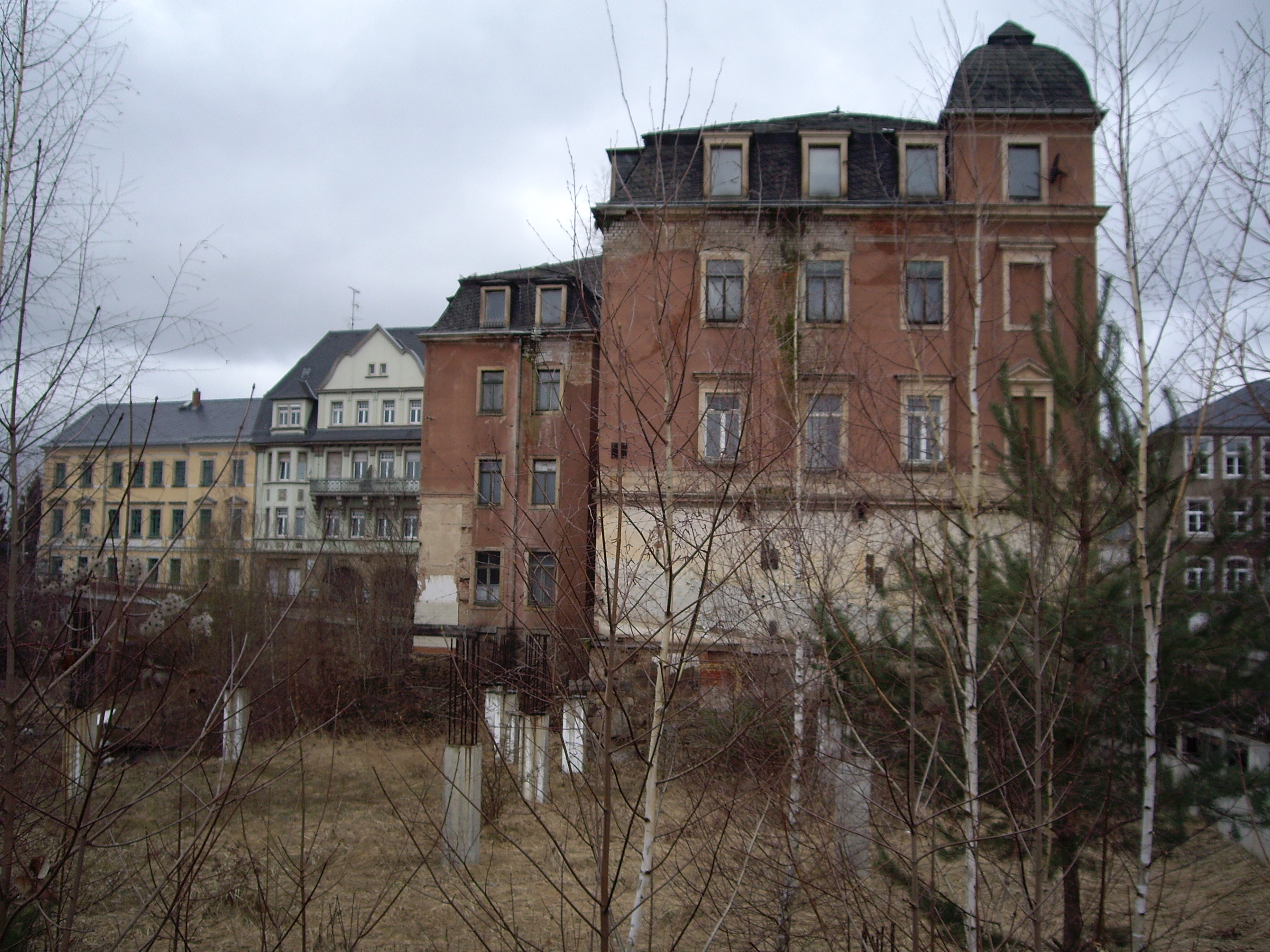
Sidonienstraße 1 im März 2011, links und im Vordergrund der Radebeuler Krater. Links sind zwei Gebäude der Funkenburg zu sehen. Links hinter dem Fotografen befindet sich der Bahnhof Radebeul Ost
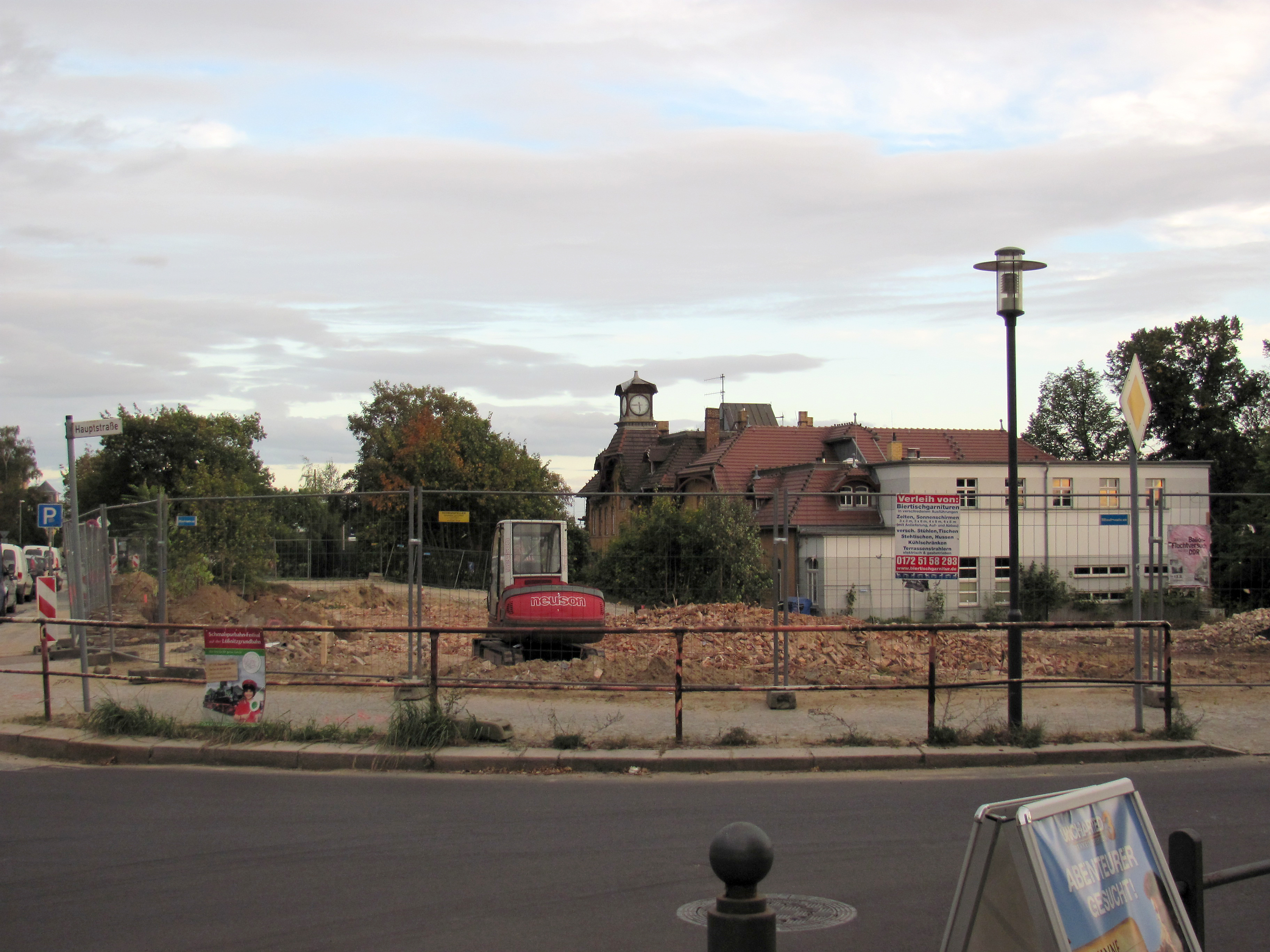
Oktober 2011: Sidonienstraße 1 ist abgerissen, im Hintergrund der Bahnhof Radebeul Ost
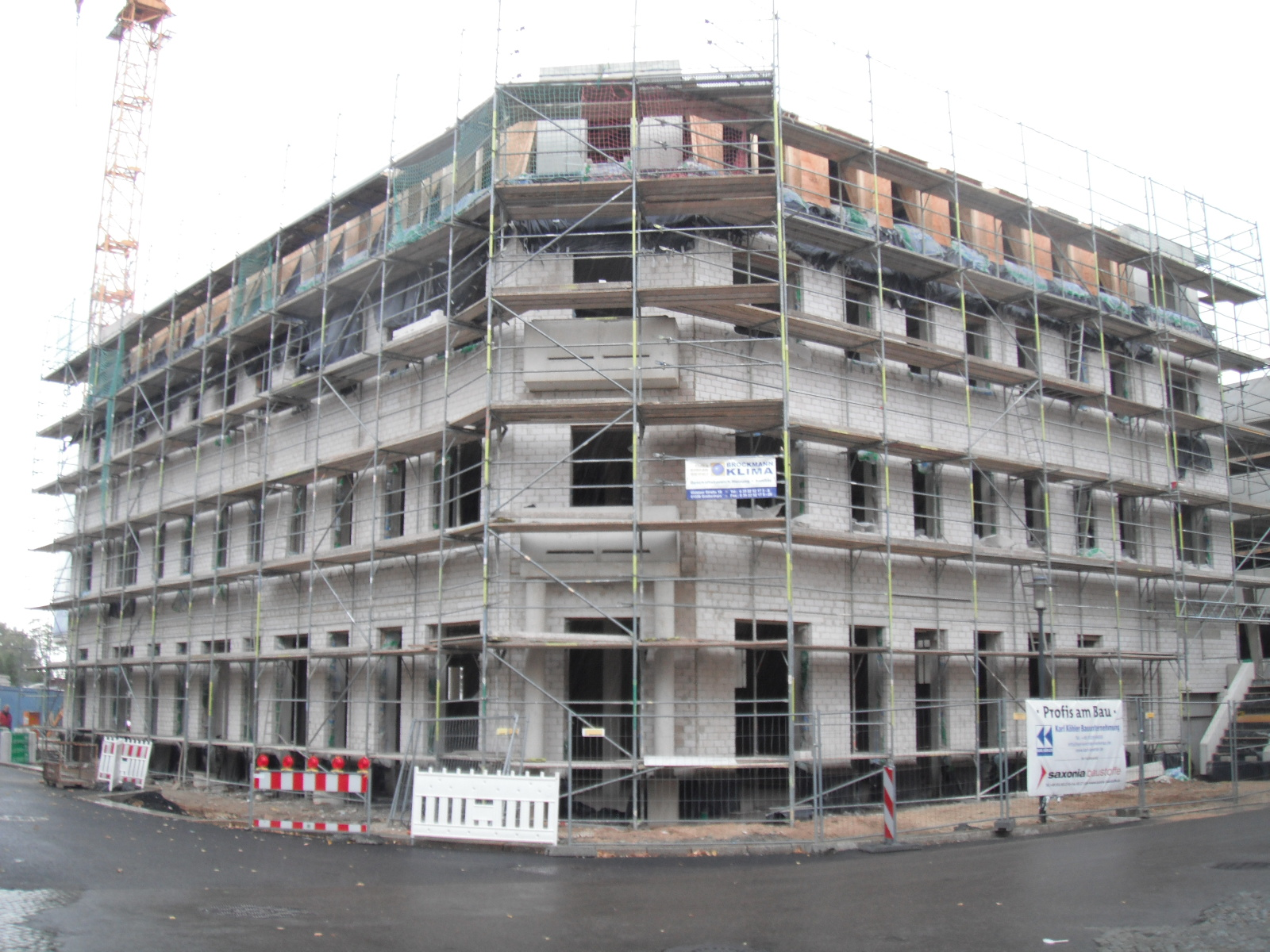
September 2012: An der Kreuzung liegendes Teilstück der Betonkonstruktion wurde mit vorgesetzten Ziegelfertigteilen verkleidet
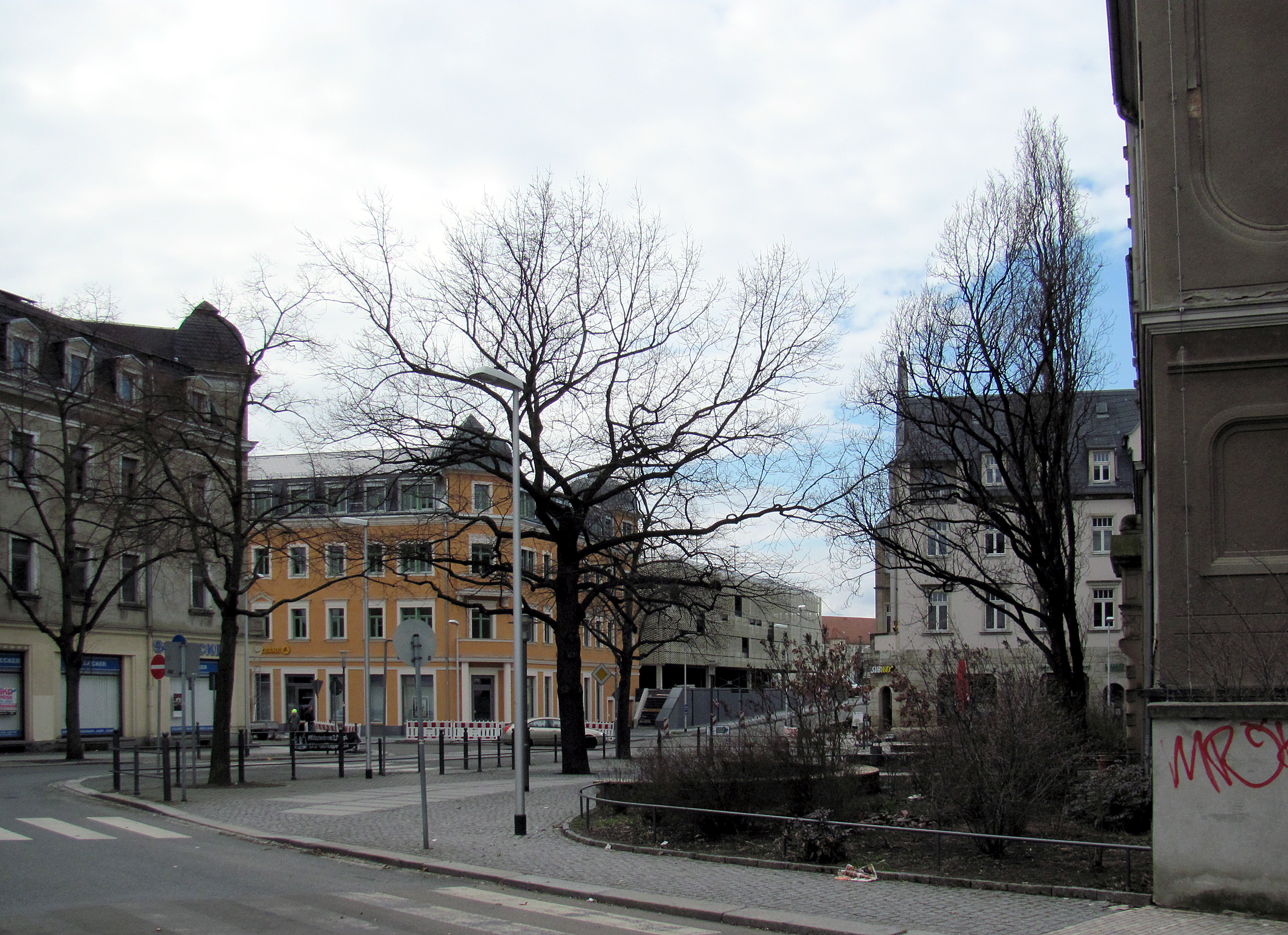
April 2013: Kreuzung Hauptstraße / Pestalozzistraße / Sidonienstraße